# 台湾諸語
台湾諸語（たいわんしょご、Formosan languages）はフォルモサ諸語、台湾原住民語ともいわれ、言語学上はオーストロネシア語族（古くはマレー・ポリネシア語族）に属す台湾原住民の言語である。かつては高砂語、高山語といわれていた。これは下位の「アタヤル語群」、「パイワン語群」、「ツォウ語群」からなり、23の言語が存在する。しかし、蘭嶼島に住むタオ族のタオ語（マレー・ポリネシア語派に分類される）は除外される。オーストラリア国立大学の考古学者Matthew Spriggs教授はポリネシアに住む民族はみな台湾から分かれていったと考察している。形質人類学による解析データ、オーストロネシア語族における比較言語学による考証の成果も教授の提唱を支持している。
かつてシラヤ語の方言新港語で書かれた新港文書で書き言葉がみられる。現在は台湾諸語ローマ字を書き言葉としている。

## 歴史

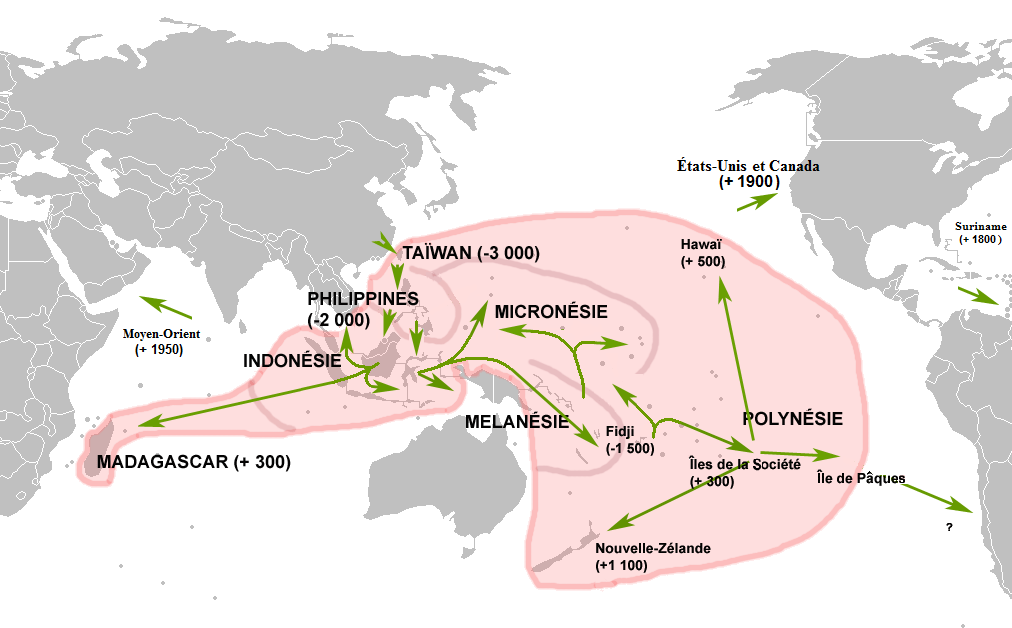
オーストロネシア語族の拡散

台湾諸語はオーストロネシア語族の祖形を保持しており、考古学的にも新石器文化は台湾からフィリピン、インドネシア方面へ拡大しているため、オーストロネシア語族は台湾から南下し、太平洋各地に拡散したとする説が有力である。

## 分類
オーストロネシア語族はまず台湾諸語とマレー・ポリネシア語派の2つに分けられる。ただし台湾諸語は側系統群である。
台湾諸語は、アタヤル語群（タイヤル語群）、パイワン語群、ツオウ語群に大別され、このうちパイワン語群に属するアミ語の話者が10万人前後と最も多く、その他の言語の話者は数千人以下である。
台湾諸語は23あり、そのうちの2つはアタヤル語群、18がパイワン語群、3がツォウ語群に所属する。
† は死語を表す。
- アタヤル語群 (Atayalic) (2)
  - タイヤル語 (Atayal)
  - セデック語 (Sediq)
    - タロコ語 (Truku)
- パイワン語群 (Paiwanic) (18)
  - アミ語 ('Amis, Pangcah)（パンツァ語）
    - ナタオラン語（英語版） (Nataoran)

  - サキザヤ語 (Sakizaya)
  - ブヌン語 (Bunun)
  - バサイ語† (Basay)
  - バブサ・タオカス語 (Babuza-Taokas)
    - バブサ語† (Babuza)
    - タオカス語† (Taokas)
    - ファボラン語† (Favorlang)

  - クバラン語 (Kavalan)
  - カウカット語 (Qauqaut)
  - シラヤ語† (Siraya)
    - 新港語 (Shinkan)

  - タイボアン語 (Taivoan)
  - マカタオ語 (Makatto)（マカット語）
  - パポラ・ホアンヤ語（英語版）† (Papora-Hoanya)
    - ホアンヤ語 (Hoanya)
    - パポラ語 (Papora)

  - ケタガラン語† (Ketangalan)
    - ルイラン語 (Luilang)

  - パイワン語 (Paiwan)
  - プユマ語 (Puyuma)
  - パゼッヘ語 (Pazeh)
  - カハブ語 (Kaxabu)
  - クーロン語† (Kulun)
  - サイシャット語 (Saisyat)
  - サオ語 (Thao)
- ツォウ語群 (Tsouic) (3)
  - ルカイ語 (Rukai)
  - ツォウ語 (Tsou,Cou)
  - サアロア・カナカナブ語
    - カナカナブ語 (Kanakanabu)
    - サアロア語 (Saaroa)

台湾で話される言語のうち、台湾諸語ではなくマレー・ポリネシア語派フィリピン語群に分類される言語に、タオ語（ヤミ語）がある。

## 参考資料
- Ethnologue: Languages of the World 2005b；中央研究院語言學研究所 nd)